# 绿花刺参
绿花刺参（学名：Morina chlorantha）为川续断科刺续断属下的一个种。

## 扩展阅读
- 維基物種上的相關：绿花刺参